# Universidad de Évora
La Universidad de Évora fue fundada en 1559 por el Cardenal D. Enrique, futuro Rey de Portugal, a partir del Colégio do Espírito Santo. Fue instituida por el papa Paulo IV, como Universidade do Espírito Santo y entregada a la Compañía de Jesús, que la dirigió durante dos siglos. En 1759 fue cerrada por orden del marqués de Pombal, junto con la expulsión de los jesuitas.

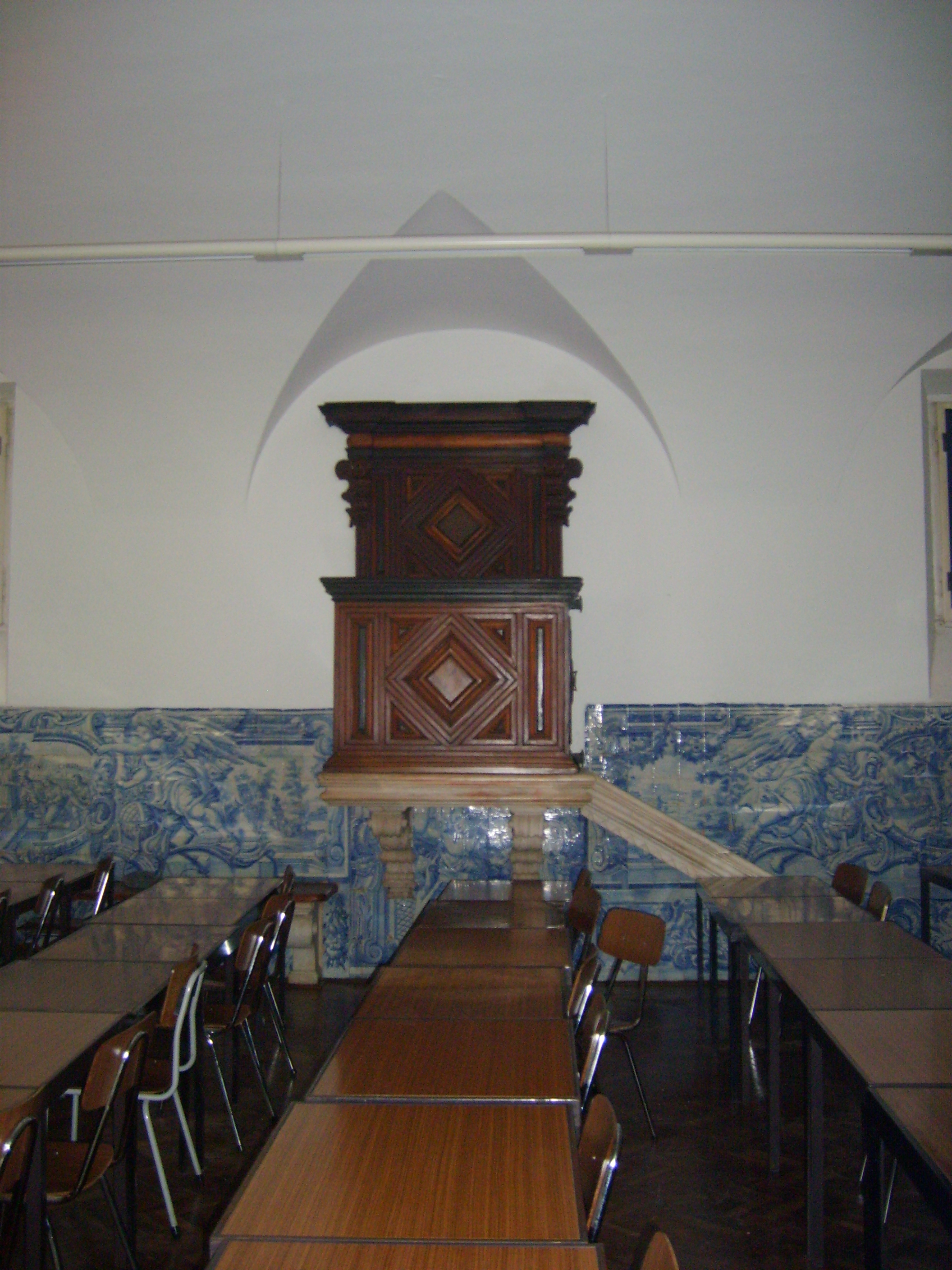
Una de las salas del aula de la Universidad, conservando la fachada de azulejos de los jesuitas.

Volvió a ser reabierta en 1973, por decreto del entonces ministro de Educación, José Veiga Simão. En el mismo lugar donde la antigua Universidad fuera cerrada, fue creado el Instituto Universitário de Évora que fue clausurado en 1979, para dar lugar a la nueva Universidad de Évora.

## Licenciaturas ofrecidas (2005-2006)
- Arquitectura
- Arquitectura Paisajista
- Artes Visuales
- Biología
- Bioquímica
- Ciencias del Ambiente
- Ciencias de la Educación
- Ciencias de la Información y de la Documentación
- Economía
- Educación Básica
- Educación Física y Deporte web
- Ingeniería Agrícola (Actual Agronomía)
- Ingeniería Alimentaria
- Ingeniería Biofísica - Ordenamiento y Gestión Ambiental
- Ingeniería Civil
- Ingeniería de los Recursos Hídricos
- Ingeniería Geológica
- Ingeniería Informática
- Ingeniería Mecatrónica
- Ingeniería en Energías Renovables (http://www.ensino.uevora.pt/energias_renovaveis/er_plano.php)
- Ingeniería Química
- Ingeniería Zootécnica (Ciencia y Tecnología Animal)
- Educación Básica - 1º Ciclo
- Educación de Biología y Geología
- Estudios Portugueses Españoles
- Estudios Teatrales
- Filosofía
- Física y Química
- Geografía
- Gestión
- Historia
- Lenguas y Literaturas
- Matemática y Ciencias de Computación
- Medicina Veterinaria
- Música
- Psicología
- Química
- Rehabilitación Psicomotora
- Relaciones Internacionales
- Sociología
- Traducción - Variante de Inglés y Francés
- Turismo y Desarrollo

## Licenciaturas ofrecidas (2008-2009)
- Agronomía
- Arquitectura
- Arquitectura Paisajista
- Artes Visuales - Multimédia
- Biología
- Bioquímica
- Biotecnología
- Ciencia y Tecnología Animal
- Ciencias de la Educación
- Ciencias de la Información y Documentación
- Ciencias de la Tierra y de la Atmósfera
- Diseño
- Economía
- Educación Básica
- Educación Física y Deporte
- Enfermería (1ª época)
- Enfermería (2ª época)
- Ingeniería Civil
- Ingeniería de las Energías Renovables
- Ingeniería Geológica
- Ingeniería Informática
- Ingeniería Mecatrónica
- Ingeniería Química
- Geografía
- Gestión
- Historia
- Lenguas, Literaturas y Culturas
- Lenguas, Literaturas y Culturas (pós-laboral)
- Medicina Veterinaria
- Música
- Psicología
- Rehabilitación Psicomotora
- Relaciones Internacionales
- Sociología
- Teatro
- Turismo

Algunas de estas licenciaturas son reestructuraciones de antiguos cursos que pueden haber cambiado de nombre pero la base es la misma.